# Луковиштја
Луковиштја (слч. Lukovištia) насељено је мјесто са административним статусом сеоске општине (слч. obec) у округу Римавска Собота, у Банскобистричком крају, Словачка Република.

## Становништво
| Година:    | 1994. | 2004.    | 2014.   | 2024.   |
| ---------- | ----- | -------- | ------- | ------- |
| Број људи: | 224   | 194      | 202     | 197     |
| Разлика:   |       | -13,39 % | +4,12 % | -2,47 % |

| Година:    | 2023. | 2024.   |
| ---------- | ----- | ------- |
| Број људи: | 193   | 197     |
| Разлика:   |       | +2,07 % |

Према подацима о броју становника из 2011. године насеље је имало 191 становника.